# Torfowiec jednoboczny
Torfowiec jednoboczny (Sphagnum subsecundum Nees) – gatunek mchu z rodziny torfowcowatych (Sphagnaceae).

## Rozmieszczenie geograficzne
Występuje w Europie, Chinach, Nepalu, Mjanmie, Tajlandii, Korei, Japonii, na wschodzie Rosji, w Ameryce Północnej i Południowej, Nowej Gwinei, Australii i północnej Afryce.
W Europie jest szeroko rozprzestrzenionym gatunkiem torfowca, zwłaszcza na północy kontynentu, na obszarach pod wpływem klimatu oceanicznego. Występuje od arktycznych stref Norwegii i Rosji na północy po Portugalię, Hiszpanię, Francję (w tym Korsykę), Włochy, Półwysep Bałkański (w tym Rumunię i Bułgarię) na południu. Jego zasięg południkowy rozciąga się od Islandii na zachodzie do Uralu na wschodzie. Poza Uralem rośnie także w innych obszarach górskich, między innymi w Sierra Nevada, Alpach, gdzie osiąga wysokość około 2200 m n.p.m., w Apeninach i Górach Dynarskich. Występuje na Wyspach Brytyjskich.
W Polsce występuje na terenie całego kraju. W górach osiąga wysokość 1600 m n.p.m. (Tatry).

## Morfologia i anatomia
PokrójTorfowiec drobny, mały lub rzadziej średniego rozmiaru, smukły, tworzący luźne darnie koloru żółtozielonego, żółtawego, żółtego, żółtobrązowego, niekiedy wyraziście pomarańczowo przebarwione. W miejscach silnie zacienionych mogą być zielone.
GłówkiNieduże, spłaszczone do półkolistych. Krótkie gałązki na szczycie torfowca są ciasno zakrzywione wokół pączka wierzchołkowego. Niżej położone gałązki główek mogą być silnie zakrzywione w różnych kierunkach i bywają określane jako podobne do baranich rogów.
PęczkiSą dość luźno rozmieszczone, z 4-6 gałązkami, z których 2-3 są gałązkami odstającymi, z reguły nieprzekraczającymi 15 mm długości, a 2-3 (2-4) zwisającymi, które są raczej podobne do gałązek odstających, choć przeważnie cieńsze.
ŁodyżkiCienkie, do 0,7 mm średnicy, prawie czarne. Kora jest dobrze rozwinięta z pojedynczą warstwą mocno rozdętych komórek wodnych. Cylinder wewnętrzny koloru od brązowego do czarnego, chociaż w miejscach silnie zacienionych może być blady, zielonkawy. Łodyżki gałązkowe mają wyraźne komórki retortowe w korze, rozmieszczone linearnie parami.
Listki łodyżkoweDrobne, do 1,1 mm długości, podłużne do podłużno-trójkątnych lub trójkątno-językowatych, wklęsłe, przeważnie zwisające, rzadziej odstające, nieco kapturkowate, z szeroko zaokrąglonym, tępym i nieco poszarpanym szczytem. Komórki wodne są czasami listewkowane blisko szczytu i mają różną liczbę porów wzdłuż komisur na brzusznej stronie liścia.
Listki gałązkoweDrobne, do 1,4 mm długości, jajowate, mocno wklęsłe i przeważnie bocznie zakrzywione, przynajmniej w dolnej części łodyżki; górne są częściej symetryczne. Komórki wodne są małe i wąskie. Po stronie grzbietowej liścia są wypukłe w przekroju poprzecznym i mają liczne, małe, pierścieniowe pory, ułożone w rzędach wzdłuż ścian komisuralnych. Po stronie brzusznej są również wypukłe w przekroju poprzecznym, czasami nieco bardziej niż po stronie grzbietowej, ale mają jedynie kilka małych, pierścieniowych porów na końcach i w rogach komórek. Komórki chlorofilowe w przekroju poprzecznym są trapezowe lub baryłkowate, wyraźnie grubościenne, wąsko otwarte po obu stronach liścia, ewentualnie szerzej po stronie grzbietowej.
Gatunki podobneIstnieje możliwość pomyłki z innymi gatunkami z podrodzaju Subsecunda, do którego ten torfowiec należy, zwłaszcza z torfowcem skręconym (Sphagnum contortum) i torfowcem zanurzonym (Sphagnum inundatum). Od torfowca skręconego różni się kolorem łodyżek i liczbą warstw kory tychże łodyżek. U torfowca skręconego łodyżki są przeważnie jaśniejsze – cylinder wewnętrzny jest żółtozielony bądź jasnobrązowy, podczas gdy u torfowca jednobocznego jest czarny bądź ciemnobrązowy, choć u form rosnących w cieniu może być bladszy. Kora łodyżek u S. contortum jest dwu- lub trzywarstwowa, u S. subsecundum jednowarstwowa. Od torfowca zanurzonego różni się rozmiarem (jest mniejszy) i budową listków łodyżkowych. U S. inundatum listki te mają do 1,6 mm długości, a listewki w ich komórkach wodnych występują tylko do około jednej trzeciej, szczytowej części listka, bardzo rzadko do połowy; u S. subsecundum mierzą do 1,1 mm, a listewki są tylko przy wierzchołku lub w ogóle ich nie ma.

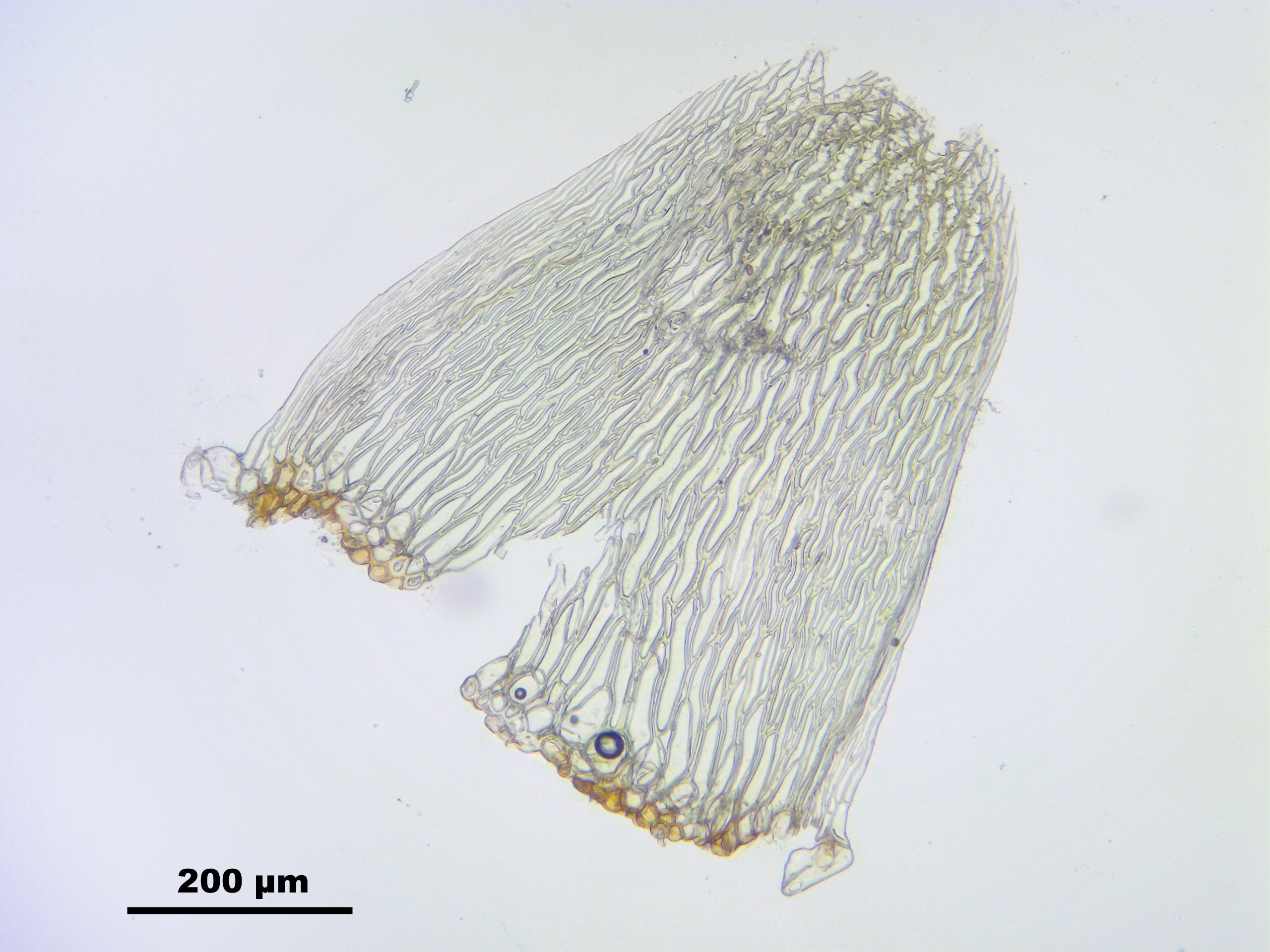
Listek łodyżkowy
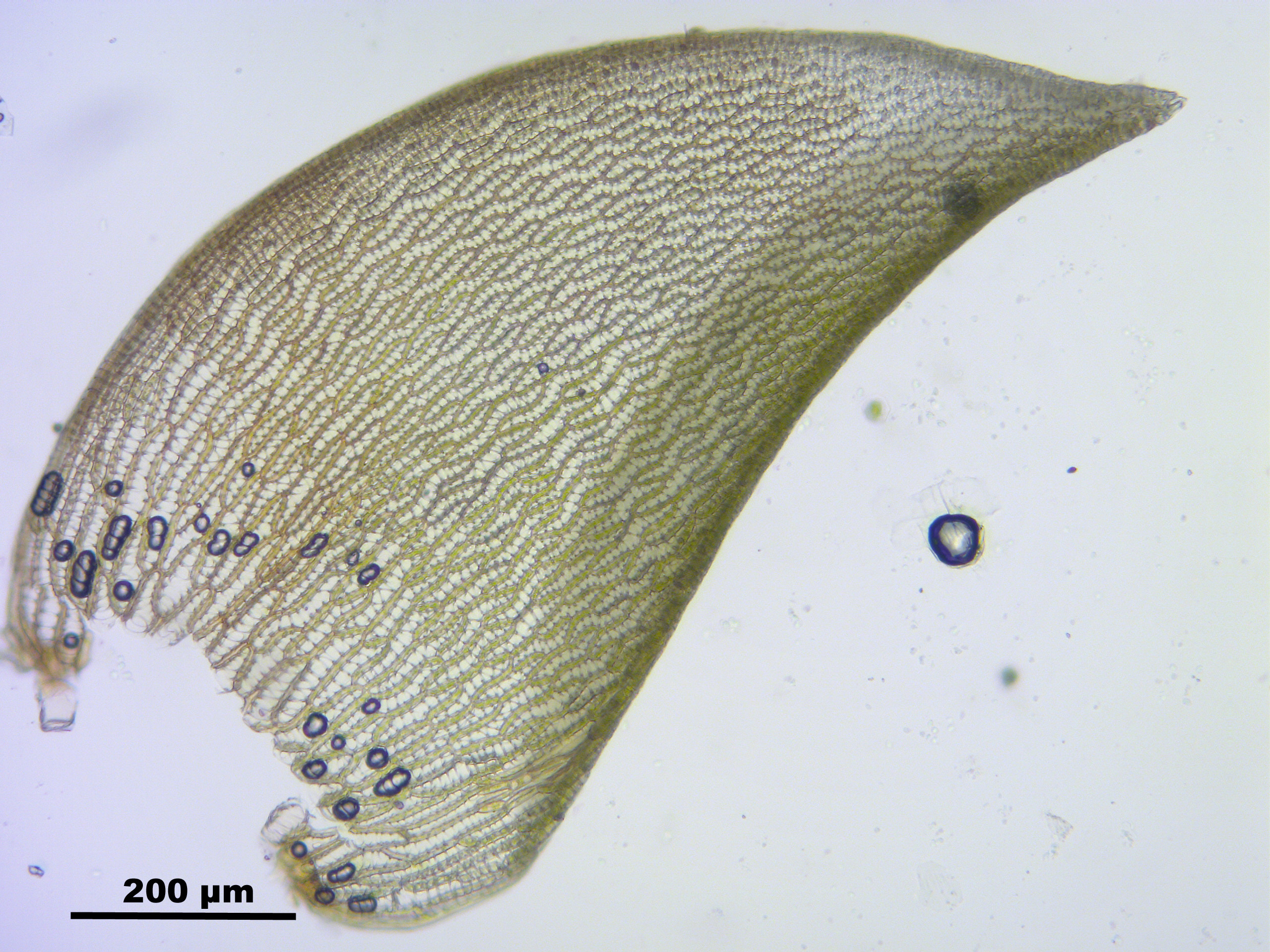
Listek gałązkowy
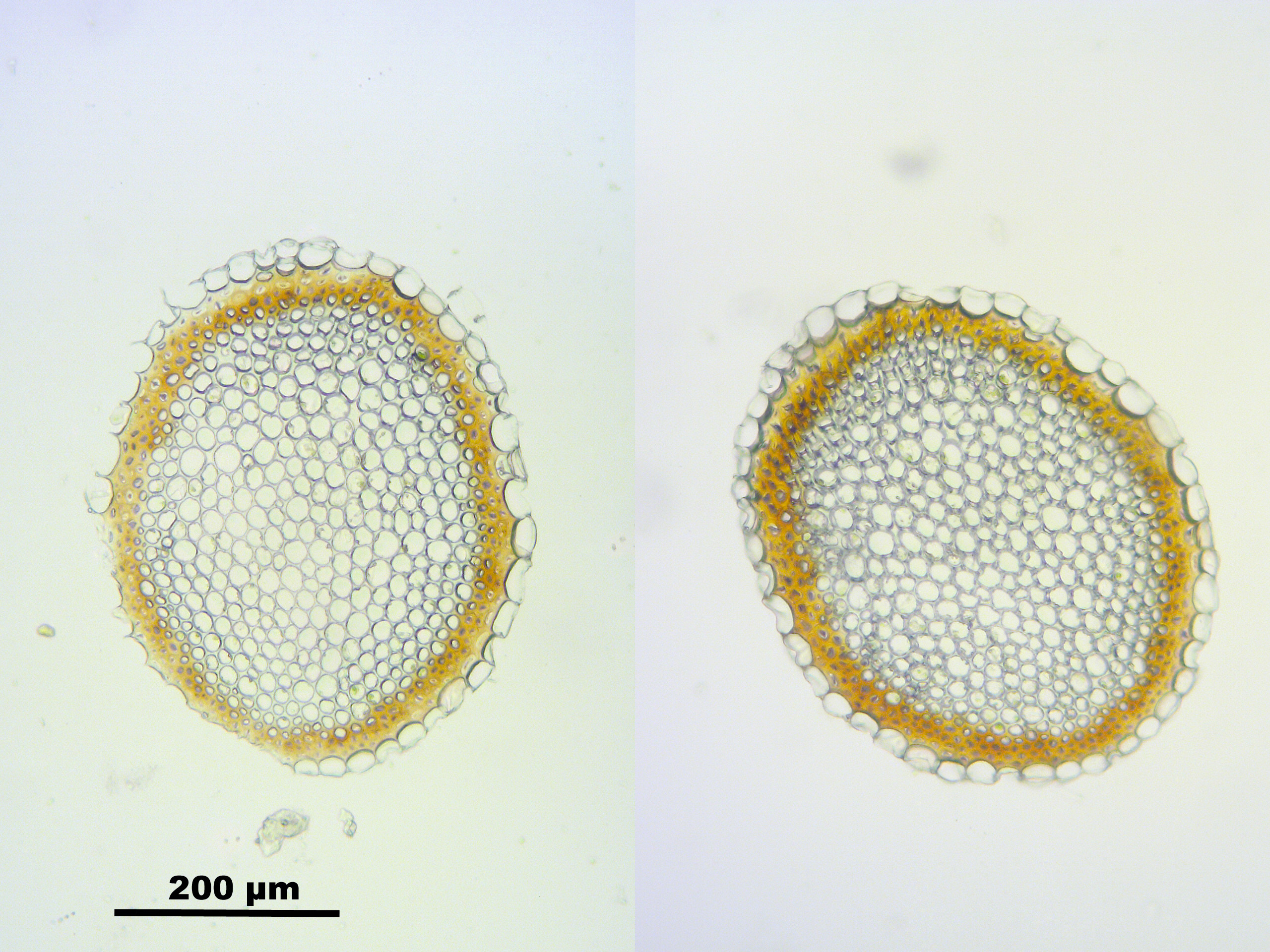
Przekroje poprzeczne łodyżki

## Systematyka
Gatunek zaliczany jest do podrodzaju Subsecunda Schlieph. Podrodzaj ten obejmuje torfowce tworzące darnie o przewadze barw żółtych i brązowych, z końcami gałązek w główce odgiętymi, z listkami gałązkowymi jajowatymi lub owalnymi, wklęsłymi, często jednobocznie skręconymi. Kolor łodyżki u tych torfowców jest przeważnie brązowy (brunatny) bądź żółty, z korą zbudowaną z jednej lub kilku warstw komórek, dobrze odgraniczoną od cylindra wewnętrznego. Ponadto komórki wodne listków gałązkowych mają po stronie grzbietowej zazwyczaj małe pory komisuralne układające się w krótsze bądź dłuższe rzędy wzdłuż ścian komórek chlorofilowych.

## Ekologia i biologia
Rośnie w miejscach otwartych, na torfowiskach niskich i przejściowych, na brzegach stawów i jezior. W Europie Środkowej uważany jest za gatunek charakterystyczny dla rzędu torfotwórczych zbiorowisk torfowisk przejściowych i dolinek na torfowiskach wysokich  Scheuchzerietalia palustris.

## Ochrona
Gatunek jest objęty w Polsce ochroną od 2001 roku. W latach 2001–2004 podlegał ochronie częściowej, w latach 2004–2014 ochronie ścisłej, a od 2014 roku ponownie objęty jest ochroną częściową, na podstawie Rozporządzenia Ministra Środowiska z dnia 9 października 2014 r. w sprawie ochrony gatunkowej roślin.